# Xã Boughton, Quận Nevada, Arkansas
Xã Boughton (tiếng Anh: Boughton Township) là một xã thuộc quận Nevada, tiểu bang Arkansas, Hoa Kỳ. Năm 2010, dân số của xã này là 452 người.